# Sindromul Pickwick

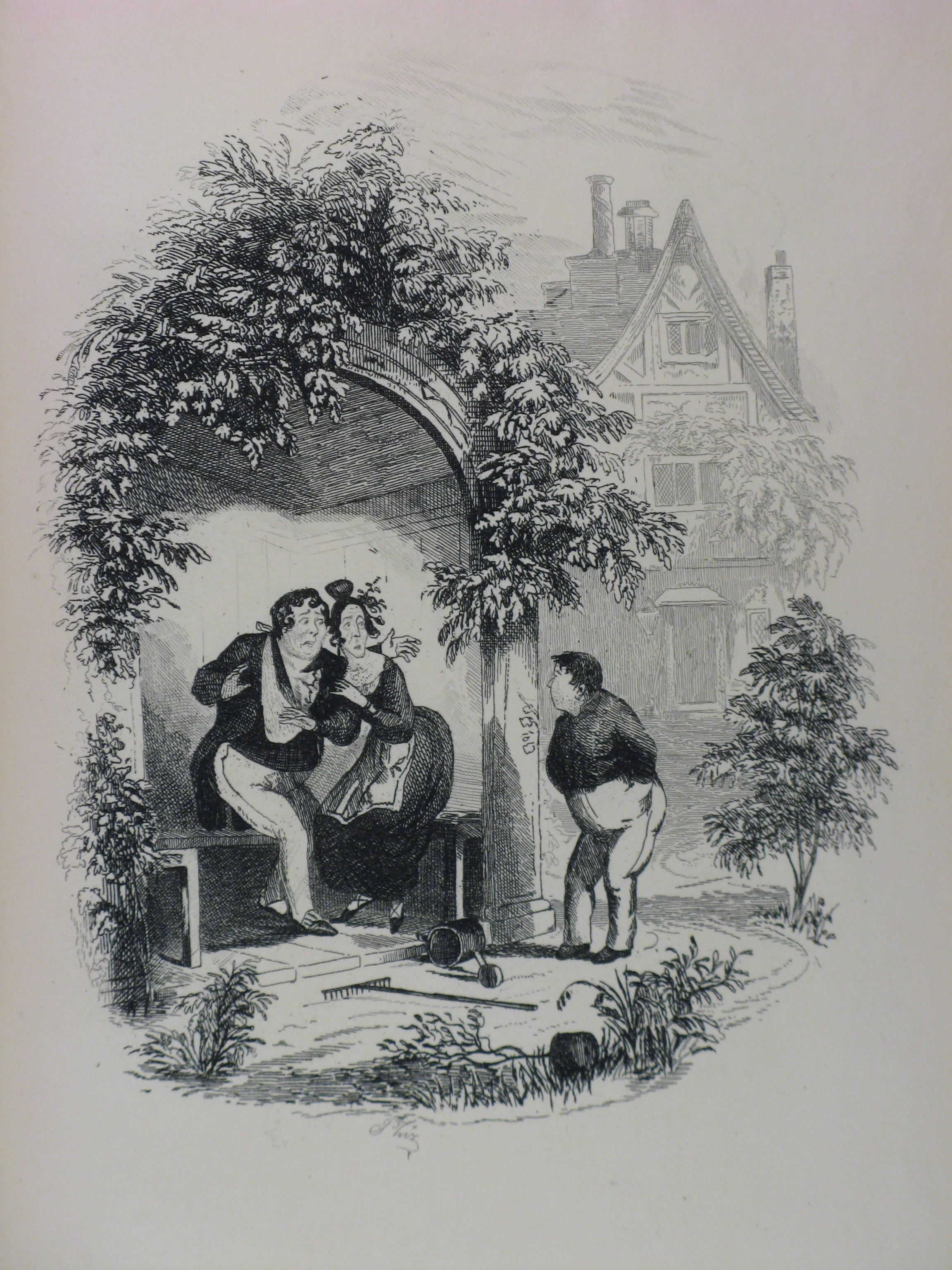
Grăsanul (The Fat Boy awake) din „Clubul Pickwick” de Dickens, gravură

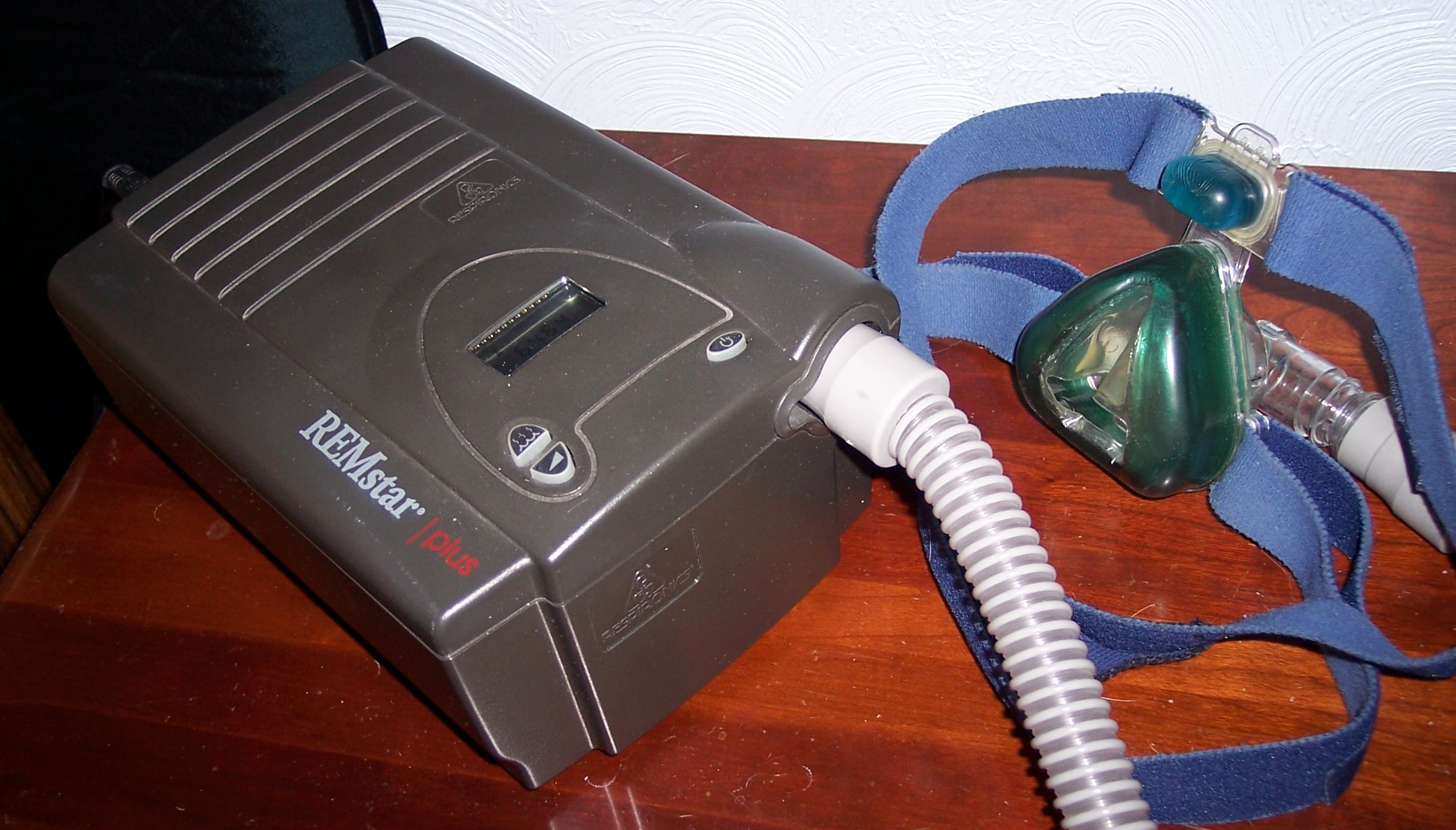
Aparat de ventilare pulmonară sub presiune

Sindromul Pickwick, numit și Sindromul de hipoventilație obeză (engleză Obesity hypoventilation syndrome) a fost descris în anul  1956 de C.S.Burwell și colaboratorii și denumit după modelul Grăsanului (engleză The Fat Boy) din romanul lui Charles Dickens "The Pickwick Papers" (1836). Sindromul descrie o stare patologică care se manifestă printr-o deformație obeză grotescă, însoțită de somnolență și debilitate post disfuncție pulmonară (hipoventilație alveolară).